# Penguin Cafe Orchestra
Das Penguin Cafe Orchestra war ein loser Zusammenschluss verschiedener Musiker, die von dem klassisch ausgebildeten Gitarristen, Komponisten und Arrangeur Simon Jeffes jeweils wie für das aktuelle Stück benötigt hinzugezogen wurden. Seit 2009 wird das Projekt unter dem verkürzten Namen Penguin Cafe von seinem Sohn Arthur Jeffes fortgeführt.

## Bandgeschichte
Das Penguin Cafe Orchestra war 24 Jahre lang mit Aufnahmen und Konzerten bis zu Simon Jeffes’ Tod aufgrund eines Gehirntumors im Jahr 1997 aktiv.
Nur Jeffes und Helen Liebmann, Mitgründerin und Cellistin, waren feste Mitglieder. Weitere Musiker wurden jeweils nach den Erfordernissen für bestimmte Titel oder Auftritte hinzugezogen. Die Musik des Penguin Cafe Orchestras ist nicht einfach zu kategorisieren. Vergleichbar ist sie mit dem Schaffen des französischen Multi-Instrumentalisten Yann Tiersen, der mit der Musik des Penguin Cafe Orchestras Elemente von überschwänglichem Folk und eine gelegentlich an Philip Glass erinnernde minimalistische Ästhetik teilt. Ebenso weisen Jeffes’ Kompositionen bisweilen Nähe zum Jazz auf.
Desillusioniert von den starren Strukturen der klassischen Musik und den Begrenzungen der Rockmusik, an der er sich auch versucht hatte, begann Simon Jeffes ein Interesse an der relativen Freiheit folkloristischer Musik zu entwickeln und entschied sich, seine Musik fortan mit der gleichen Direktheit und Stimmung zu versehen.
Jeffes zu dem Moment, als ihm die Idee zum Penguin Cafe Orchestra kam:
„Ich sonnte mich gerade am Strand, als plötzlich ein Gedicht in meinem Kopf auftauchte. Es begann mit ‚Mir gehört das Penguin Cafe, ich werde Dir willkürlich von Sachen berichten‘ und fuhr damit fort, welch kostbare Güter Zufälligkeit, Spontaneität, Unerwartetheit und Irrationalität im Leben sind. Und wenn man diese unterdrückt, um ein nettes geregeltes Leben zu führen, tötet man damit das, was am wichtigsten ist, während im Penguin Cafe unser Unbewußtes einfach es selbst sein kann. Dort ist dieses, so wie jeder, willkommen. Dort herrscht eine Aufnahmebereitschaft, die damit einhergeht, das Jetzt ohne eine innenliegende Furcht leben zu können.“
Das erste Album Music from the Penguin Cafe wurde 1976 auf Brian Enos experimentellem Label Obscure Records, einem Ableger von E.G. Records, veröffentlicht. Es war eine Sammlung von Stücken, die im Zeitraum von 1974 bis 1976 aufgenommen worden waren. Dem folgte 1981 Penguin Cafe Orchestra. Seitdem veröffentlichte die Band in regelmäßigeren und kürzeren Abständen Alben.
Das erste größere Konzert gab Penguin Cafe Orchestra 1977 als Vorgruppe von Kraftwerk im Roundhouse. Die Band trat anschließend weltweit auf und spielte auf einer Vielzahl von Festivals, dazu gehörte auch ein Auftritt im Rahmen des 2. internationalen Artrock Festivals in Frankfurt am Main, der im Jahr 1989 erfolgte. Bei ihren Auftritten auf Bühnen der Londoner South Bank entstand 1987 das in der Royal Festival Hall aufgenommene Live-Album When In Rome….
Arthur Jeffes, Simon Jeffes’ 1978 geborener Sohn führt mit seiner Penguin Cafe genannten Gruppierung den durch seinen Vater entwickelten Musikstil fort. Anfang 2011 erschien das Album A Matter of Life….

## Philosophie und Ideen der Band
Simon Jeffes sah die Band als „ein sehr großes Ja zum Überleben der Seele in Zeiten, in denen diese von den Kräften der Kälte, Dunkelheit und Repression angegriffen wird“ („a very big yes to the survival of the heart in a time when the heart is under attack from the forces of coldness, darkness and repression“). Jeffes bezeichnete den Stil des Penguin Cafe Orchestras als „imaginäre Folklore“ und „moderne semi-akustische Kammermusik“. Dass er je nach Stück Musiker hinzuzog, begründete er mit „ich schreibe Musik eher für Leute als für Instrumente“.

### Herkunft des Namens
Simon Jeffes wurde von einer Fernsehdokumentation über Pinguine inspiriert. Dabei faszinierte ihn vor allem das natürliche Verhalten der Tiere, das er mit dem natürlichen Verhalten von Menschen verglich.

## Bekannte Stücke
Das bekannteste Stück des Penguin Cafe Orchestras ist Telephone & Rubber Band, das auf einer Endlosschleife eines Telefonfreizeichens basiert. Dieses Stück wurde in dem Soundtrack des australischen Films Malcolm von Nadia Tass (1986), Talk Radio von Oliver Stone und in einer lange währenden Werbekampagne des Telekommunikationsunternehmens Mercury Communications verwendet. Die Endlosschleife wurde von Jeffes aufgenommen, als er einen Telefonanruf tätigte und feststellte, dass er gerade eine Kombination eines Freitons und eines Besetzttones zur gleichen Zeit hörte. Er nahm dies auf einen Anrufbeantworter auf.
Ein weiteres in Malcolm vorkommendes bekanntes Stück ist Music for a Found Harmonium, das Jeffes auf einem Harmonium schrieb, das er während der ersten Japantour vom Penguin Cafe Orchestra im Jahr 1982 in einer Nebenstraße von Kyōto abgestellt fand. Laut Jeffes schrieb er das Stück, nachdem er das gefundene Harmonium „in einem Haus eines Freundes in einem der schönsten Teile des Stadtrands“ aufgestellt hatte und die nächsten Monate immer wieder zu diesem Instrument zurückkehrte. Besonders bekannt wurde das Stück schließlich, als es 1994 auf dem ersten Teil der Café-del-Mar-Reihe zu hören war. Durch seinen Rhythmus, sein Tempo und die einfache Struktur eignet es sich sehr für eine Adaption in eine Reel-Tanzkomposition und wurde anschließend von vielen Exponenten irischer traditioneller Musik aufgenommen, so z. B. Patrick Street, De Dannan, Kevin Burke und Sharon Shannon. 2004 wurde das Stück im Film Napoleon Dynamite verwendet, ein Jahr später auch im australischen Film It’s All Gone Pete Tong. Verwendungen des Stückes gehen bis 1988 zurück, als es – in eher obskurer Weise – für den Trailer und Werbespot des Films She’s Having a Baby von John Hughes eingesetzt wurde.

## Sonstiges
Die Musik vom Penguin Cafe Orchestra wurde in Werbespots von Eurotunnel, The Independent, Hewlett-Packard, Knorr, One2One und Coop (Schweiz) verwendet. This American Life, eine beliebte Show im öffentlichen Rundfunk der USA, hat das Lied Perpetuum Mobile des Öfteren zur musikalischen Begleitung eingesetzt (z. B. im Film Mary & Max – oder: Schrumpfen Schafe, wenn es regnet?). Das Rundfunknetzwerk National Public Radio platzierte in seinen Nachrichtenprogrammen hin und wieder den Klingelton von Telephone & Rubber Band zwischen aufeinander folgenden Berichten.
In Aberystwyth (Wales) gibt es seit über 30 Jahren ein Café mit dem Namen Penguin Cafe. Die australische Band My Friend the Chocolate Cake, die das Penguin Cafe Orchestra zu ihren Einflüssen zählt, widmete diesem Café einen ihrer Songs.
2006 setzte die Wochenzeitschrift The Economist das Stück Perpetuum Mobile in der Version aus dem Album Concert Program in seinen wöchentlichen Podcasts ein.

## Diskographie
- Music from the Penguin Cafe EEGCD 27 (1976)
- Penguin Cafe Orchestra EEGCD 11 (1981)
- The Penguin Cafe Orchestra Mini Album (1983)
- Broadcasting from Home EEGCD 38 (1984)
- Signs of Life EEGCD 50 (1987)
- When in Rome... EEGCD 56 (1988)
- Still Life DECCA 425 218-2 (1990)
- Union Cafe ZOPFD 003 (1993)
- Concert Program ZOPFD 002 (1995)
- A Matter of Life ... DPC 101 (2011) als Penguin Cafe ohne Simon Jeffes
- The Red Book DPC 104 (2014) als Penguin Cafe
- The Imperfect Sea ERATP 097 (2017) als Penguin Cafe
- Handfuls of Night ERATP (2019) als Penguin Cafe

### Soundtracks
- Malcolm (1986)
- Oskar und Leni (1999)
- Napoleon Dynamite – Offizieller Soundtrack (Music For A Found Harmonium) (2005)
- It's All Gone Pete Tong – Offizieller Soundtrack (Music For A Found Harmonium) (2005)
- Hewlett Packard – Werbung (Perpetuum Mobile) (2006)
- 3 lbs – Lost for Words (Perpetuum Mobile) (2006)
- Mary and Max (Perpetuum Mobile, Prelude und Yodel) (2009)

### Sampler
- Preludes, Airs & Yodels (A Penguin Cafe Primer) (1996)
- A Brief History CDV 2954 (2001)
- History LCO 3098 (2001) Virgin Records
- The Second Penguin Cafe Orchestra Sampler (2004)

### Simon Jeffes Solo
- Piano Music ZOPFD 003 (2003) – Solostücke von Simon Jeffes, nach seinem Tod zusammengestellt